# Tổ chức cấp phát số hiệu Internet
Tổ chức cấp phát số hiệu Internet (tên tiếng Anh là Internet Assigned Numbers Authority (IANA)) là một cơ quan giám sát việc chỉ định địa chỉ IP, quản lý khu vực gốc của DNS toàn cầu, và cấp phát giao thức Internet khác. Tổ chức này được điều hành bởi ICANN.
Trước khi ICANN được thành lập với mục đích này, IANA chủ yếu do Jon Postel quản lý tại Viện Khoa học Thông tin của trường Đại học Nam California, dưới một hợp đồng USC/ISI với Bộ Quốc phòng Hoa Kỳ, cho đến khi ICANN được thành lập để nhận trách nhiệm dưới hợp đồng của Bộ Thương mại Hoa Kỳ.

## Trách nhiệm của IANA
IANA đại khái chịu trách nhiệm cấp phát những tên và con số đặc trưng được dùng trong giao thức Internet và được xuất bản dưới tài liệu RFC. Nó duy trì sự liên lạc gần gũi với IETF và Ban biên tập RFC để hoàn thành chức năng này.
Trong trường hợp những phần số hiệu Internet quan trọng hơn - như địa chỉ IP và tên miền, cần có những chính sách chặt chẽ hơn và tiến trình cấp phát được quản lý theo cách chi tiết hơn. Điều này để thích nghi với sự quản lý đa tầng của những tài nguyên này.

### Địa chỉ IP
IANA ủy quyền việc đăng ký địa chỉ IP nội bộ cho Cơ quan Internet Vùng (Regional Internet Registry - RIR). Mỗi RIR sẽ cấp phát địa chỉ cho một khu vực khác nhau trên thế giới. Mỗi RIR là thành viên của Tổ chức Tài nguyên Số, là cơ quan đại diện cho lợi ích tập thể của họ và đảm bảo rằng các quy định chính sách là ngang bằng với nhau trên toàn thế giới.
IANA ủy quyền việc cấp phát địa chỉ IPv4 cho RIR thành những khối lớn (thường theo kích thước chia chẵn cho 8, hoặc địa chỉ 224, hoặc nhiều hơn cùng lúc), và RIR sau đó sẽ tái cấp phát những khối nhỏ hơn trong vùng cho các ISP và các tổ chức khác.
Cũng có một tiến trình ủy quyền và cấp phát địa chỉ IPv6, nhưng hiện có ít áp lực ủy quyền đối với các khối địa chỉ IPv6, vì cung đang vượt trội so với cầu.

### Tên miền
IANA quản lý dữ liệu trong máy chủ tên gốc (DNS), là đỉnh đầu tiên trong cây phân cấp DNS. Nhiệm vụ này liên quan tới việc liên hệ với những nhà điều hành tên miền cấp cao nhất, cũng như nhà điều hành máy chủ tên gốc, và chính sách của ICANN đã quy định chặt chẽ điều này.
Nó cũng điều hành cơ quan đăng ký tên miền .int dành cho những tổ chức đa quốc gia, tầm .arpa dành cho mục đích quản trị giao thức, và những tầm tên miền quan trọng khác như root-servers.net.

### Các tham số giao thức
IANA điều hành những tham số của giao thức IETF cho những nhà đăng ký trung ương nào cần nó. Những ví dụ bao gồm tên của các mô hình URI và của mã hóa ký tự được chấp nhận sử dụng trên Internet. Nhiệm vụ được thực hiện dưới sự giám sát của Hội đồng Kiến trúc Internet, và thỏa thuận giám sát công việc được in trong RFC 2860.

## Lịch sử của IANA
IANA được hình thành không chính thức với vai trò là tham khảo cho những chức năng kỹ thuật khác nhau mà Viện Khoa học Thông tin thực hiện cho Cục Dự án Nghiên cứu Cao cấp của Bộ quốc phòng Hoa Kỳ trên ARPANET.
Sự tham khảo sớm nhất đến chức năng nhà đăng ký có lẽ là RFC 322, xuất bản vào ngày 26 tháng 3, 1972, trong đó yêu cầu Vint Cerf và Jon Postel thành lập một "cơ quan đăng ký socket" - cơ quan này được in trong tập RFC 433 vào tháng 12 năm 1972.
Sự tham khảo đầu tiên đến tên "IANA" trong tập RFC là RFC 1060, xuất bản năm 1990, nhưng chức năng, và thuật ngữ, đã được hình thành từ trước đó; RFC 1174 nói rằng "Trong suốt lịch sử, hệ thống Internet đã thực hiện chức năng một Tổ chức cấp phát số hiệu Internet (IANA)...", và RFC 1060 liệt kê một danh sách dàu các phiên bản trước của nó, bắt đầu từ RFC 349.
Jon Postel đã quản lý chức năng IANA từ khi bắt đầu cho tới khi ông qua đời vào tháng 10 năm 1998. Sau cái chết của ông, Joyce Reynolds, người đã làm việc với ông về IANA trong nhiều năm, đã quản lý sự chuyển giao chức năng IANA cho ICANN.
Lý do tại sao Postel có quyền thực thi chức năng IANA là do ông luôn thực hiện nó ở cương vị của mình tại Viện Khoa học Thông tin, dưới hợp đồng với Bộ quốc phòng, và làm tốt việc đó.
Bắt đầu từ năm 1988, IANA được chu cấp bởi chính phủ Hoa Kỳ theo hợp đồng giữa Cục Dự án Nghiên cứu Cao cấp Phòng thủ và Viện Khoa học Thông tin (ISI). Hợp đồng này hết hạn vào tháng 4 năm 1997, những đã được kéo dài để duy trì chức năng của IANA.
Vào ngày 24 tháng 12 năm 1998, USC gia nhập vào thỏa thuận chuyển tiếp với Cơ quan tên miền và số hiệu mạng Internet ICANN, chuyển chức năng IANA cho ICANN, hoàn tất vào ngày 1 tháng 1 năm 1999.
Vào ngày 8 tháng 2 năm 2000, Bộ thương mại Hoa Kỳ tham gia vào thỏa thuận với ICANN để thực hiện chức năng IANA.
Vào tháng 6 năm 1999, tại buổi họp tại Oslo, IETF đã ký một thỏa thuận với ICANN về nhiệm vụ mà IANA sẽ thực hiện cho IETF; điều này được in trong RFC 2860.
Vào tháng 11 năm 2003, Doug Barton được chỉ định làm giám đốc IANA.
Vào năm 2005, David Conrad được chỉ định làm giám đốc IANA.